# Peter Beagrie
Peter Sidney Beagrie, couramment appelé Peter Beagrie, est un footballeur anglais, né le 28 novembre 1965 à Middlesbrough, Angleterre. Évoluant au poste d'ailier, il est principalement connu pour ses saisons à Middlesbrough, Sheffield United, Stoke City, Everton, Manchester City, Bradford City et Scunthorpe United ainsi que pour avoir été sélectionné en Angleterre B et en Angleterre espoirs. Ses célébrations sous forme de salto sont aussi restées dans les mémoires.

## Biographie

### Carrière de joueur
Natif de Middlesbrough, il commence sa carrière professionnelle dans le club local, en 1983. Il est vendu à Sheffield United à la suite de la liquidation financière du club en août 1986 pour un montant de 35 000 £ fixé par le tribunal. Il reste deux saisons au Bramall Lane, étant élu Joueur de l'année par les supporteurs à l'issue de sa première saison. Recruté par Billy McEwan (en), il est beaucoup moins utilisé par le nouvel entraîneur, Dave Bassett (en), au point que celui-ci le place sur la liste des transferts lors de l'été 1988. 
Il est alors transféré à Stoke City pour 210 000£, après avoir joué plus de 100 matches officiels pour les Blades. Les supporteurs des Potters sont ravis de sa signature au club, ainsi que ses coéquipiers, Chris Kamara déclarant même : « Il est le meilleur ailier du pays, encore meilleur que John Barnes. » Il confirma les espoirs placés en lui, réalisant une saison complète et terminant même meilleur buteur du club lors de la saison 1988-1989. Malheureusement, la saison 1989-1990 voit Stoke City effectuer un très mauvais début ce qui incite le joueur à accepter de partir à Everton en novembre 1989, dans ce qui constitue un record de vente pour l'époque pour Stoke City avec un transfert d'un montant de 750 000£.
Avec les Toffees, il joue la saison inaugurale de la Premier League et y reste jusqu'en mars 1994 où il est transféré à Manchester City pour 1 100 000£, ce qui permet par ailleurs à Everton de recruter Anders Limpar, qui, ironiquement, était une priorité de recrutement pour Brian Horton (en), l'entraîneur des Citizens. Malheureusement, Manchester City connaît alors une période de crise au niveau sportif et est relégué. Beagrie est prêté à Sunderland quelque temps en 1991 avant d'être transféré aux rivaux de Bradford City.
Il est alors prêté à son ancien club, Everton, avant de participer activement à la promotion en Premier League à la suite de la saison 1998-1999. Il connaît une deuxième période de prêt à Wigan Athletic en 2001 avant de quitter Bradford City à l'issue de la saison 2000-2001 pour aller vivre une fin de carrière dans les divisions inférieures, à Scunthorpe United.
Il deviendra un pilier de l'Iron durant ses cinq saisons au club, devenant même assistant à l'entraîneur Brian Laws et à son adjoint Russ Wilcox (en). Il joue les play-offs de promotion à la suite de la saison 2002-2003, mais perd en demi-finale face à Lincoln City mais obtient la promotion à la suite de la saison 2004-2005. La saison, il joue alors son 750e match officiel pour son 40e anniversaire et inscrit son 100e but officiel lors de cette saison 2005-2006.
Il joue son dernier match pour Scunthorpe United le 6 mai 2006 pour un match nul 1-1 contre Oldham Athletic. En 2005, il est élu comme l'un des joueurs mythiques de Scunthorpe United lors d'un sondage de la BBC.
Alors que tout le monde pensait que Beagrie avait quitté l'Iron en juin 2006 pour se consacrer à sa nouvelle carrière de présentateur télé avec Sky Sports, il surprend tout le monde en s'engageant pour un an avec les rivaux de Scunthorpe United, Grimsby Town, le 11 juillet 2006, en tant que joueur et assistant à l'entraîneur du club, Graham Rodger (en). Il ne joue que quelques matches, souvent relégué à un rôle de remplaçant, et alors que le club lutte en bas de tableau, son contrat est révoqué par consentement mutuel en octobre 2006. Le 30 octobre 2006, il annonce officiellement se consacrer uniquement à son rôle de consultant sur Sky Sports et prendre donc sa retraite définitive comme joueur.

### Carrière internationale
En 1987, il reçoit deux sélections en Angleterre espoirs puis, en 1989, deux sélections en équipe d'Angleterre B.

### Carrière dans les médias
En plus de son rôle comme consultant pour Sky Sports (émissions You're on Sky Sports et Soccer AM (en)), il intervient aussi dans l'émission Soccer Night d'ITV.